# Димитър Запрянов (джудист)
Димитър Ламбев Запрянов е български джудист.
Роден е на 27 януари 1960 година в Опан, Старозагорско. На Олимпиадата в Москва през 1980 година печели сребърен медал, през следващите години получава няколко сребърни и бронзови медали на европейски и световни първенства.
Димитър Запрянов умира през юли 2024 година.